# Strážný
Strážný település Csehországban, a Prachaticei járásban. Strážný Borová Lada, Horní Vltavice, Stožec, Lenora, Haidmühle, Philippsreut és Mauther Forst településekkel határos. Lakosainak száma 407 fő (2024. január 1.).

## Népesség
A település lakosságának változását az alábbi diagram mutatja:
| Lakosok száma | 2703 | 2730 | 2271 | 245  | 299  | 285  | 455  | 449  | 391  | 407  |
|               | 1869 | 1890 | 1921 | 1950 | 1980 | 2001 | 2017 | 2019 | 2022 | 2024 |